# Südamerikaspiele 2002/Teilnehmer (Uruguay)
| Gelbes Symbol für Goldmedaillen mit stilisierten Olympischen Ringen | Graues Symbol für Silbermedaillen mit stilisierten Olympischen Ringen | Braundes Symbol für Bronzemedaillen mit stilisierten Olympischen Ringen |
| ------------------------------------------------------------------- | --------------------------------------------------------------------- | ----------------------------------------------------------------------- |
| 2                                                                   | 9                                                                     | 22                                                                      |

Uruguay nahm an den VII. Südamerikaspielen 2002 in Brasilien mit einer Delegation von 119 Sportlern teil.
Die uruguayischen Sportler gewannen im Verlauf der Spiele insgesamt 33 Medaillen, davon 2 Goldene, 9 Silberne sowie 22 Bronzene.

## Teilnehmer nach Sportarten

### Bowling
- Roberto Barañano
- Luis Alberto Benasús
- Juan Ramón Pérez
- Gustavo García

### Eislauf
- Katia Bruno
- Deboracht Mourglia
- María Cecilia Laurino

### Fechten
- Carlos José Pellejero
- María Victoria Díaz
- Diego Silvera

### Futsal
- Claudio Dinolfi
- Sebastián Castro
- Martín Hernández
- Agustín Vilardo
- Martín Sánchez
- Pablo Lamanna
- Miguel Aguirre
- Gianni Barros
- Nicolás Moliterno
- Gabriel De Simone
- Gonzalo Rodríguez
- Nicolás Salaberry

### Gewichtheben
- Sergio García
- Edward Silva
- Sergio Lafuente

### Golf
- Daniel Angenscheidt
- Federico Lizarralde
- Diego Pérez

### Handball– Frauen
- Silvana De Armas
- Cecilia Del Campo
- María Noel Uriarte
- Marcela Schelotto
- Verónica Castro
- N´Haloy Laicouschi
- Yanina Noveri
- Mercedes Amor
- Lucía Miranda
- Elena Salgado
- Sofía Griot
- Mariana Fleitas
- Jussara Castro
- Alejandra Canobbio
- Lorena Estefanell
- Vanesa Caseres

### Handball– Herren
- Manuel Ríos
- Maximiliano Gratadoux
- Martín Montemurro
- Hermann Wenzel
- Juan Correa
- Gabriel Pintos
- Nicolás Orlando
- Diego Viacava
- Christian Van Rompaey
- Héctor Premuda
- Javier Preciozzi
- Gonzalo Gómez
- Brian Rigby
- Javier Fradiletti
- Pablo Montes
- Juan Venturini

### Judo
- Milton Terra
- María Noel Sosa
- Álvaro Paseyro

### Kanu
- Marcelo D’Ambrosio
- Mauricio Deus
- Andrés Cardozo
- Darwin Correa
- Cristhian Vergara
- Gonzalo Ugolini

### Karate
- Pablo Layerla
- Paola Loitey
- Manuel Costa
- Alejandro Blengio
- Néstor Giles
- Gerardo Lemos

### Leichtathletik
- Andrés Silva
- Stefanía Zoryez

### Radsport
- Milton Wynants
- Tomás Margaleff
- Luis Alberto Martínez
- Héctor Morales
- Mario Sasso
- Ricardo Guedes
- Gregorio Bare

### Rhythmische Sportgymnastik
- Mariana Fernández
- María Alexandra Blanco
- María del Carmen Laurino
- Fiorella Dagnino

### Ringen
- Guillermo Ulfe

### Rudern
- Leandro Salvagno
- Rúben Scarpati
- Oscar Medina
- Rodolfo Collazo
- Norberto Álvarez

### Schießen
- Jorge García
- Wilson Hugo

### Schwimmen
- Agustín Acevedo
- Andrea De León

### Segeln
- Miguel Aguerre
- Felipe García
- Juan Shaban
- Alejandro Foglia
- Santiago Silveira
- Andrés Isola
- Pablo Defazio

### Synchronschwimmen
- Luciana García
- Sofía Falco

### Taekwondo
- Daniel Lee Kim
- Mayko Votta
- Willy Pizzorno

### Tennis
- Pablo Cuevas
- Martín Vilarrubí
- Marcel Felder

### Tischtennis
- John Hirata
- Mateo Weitzner
- Sebastián Sierra

### Triathlon
- Guillermo Nantes
- Eliana Sotelo
- Ramiro Osorio